# Taikyoku Gedan Ni
Taikyoku Gedan Ni è un kata di karate, maggiormente noto nello stile del Gōjū-ryū.

## Caratteristiche nello stile Gōjū-ryū
Taikyoku Gedan Ni è il quarto kata di karate  dello stile Gōjū-ryū.
I kata del Goju-Ryu, che iniziano col nome taikyoku, fanno parte dei kata di base, detti Taikyoku kata.
Taikyoku vuole dire "primo corso/percorso", mentre "gedan" significa "basso" (indica la parte bassa del corpo).
La parola Taikyoku deriva dall'arte cinese del Tai Chi, ma vi è somiglianza solo nel significato: l'idioma indica "che ha origine dall'universo" e viene usato per indicare qualsiasi cosa che si ritiene eterna.
Il Taikyoku Gedan Ni è stato creato da Chōjun Miyagi.
Di solito viene eseguito per la cintura arancione (o rossa), assieme ad un kata intermedio (Fukyu kata): il kata Gekisai Dai Ichi.

N.B.: Alla fine del nome troviamo la parola ni che significa due, in quanto ha un fratello maggiore, il kata Taikyoku Gedan Ichi, dal quale differisce solo per la postura del Shiko Dachi che qui è a 90°, mentre nel primo è a 45°.

## Tecniche del kata nello stile Gōjū-ryū
Il kata è eseguito in posizione di Shiko Dachi Chokkaku (a 90°) e le tecniche sono Gedan Uke (detta anche Gedan Barai) e Seiken Tsuki. 
Il movimento del kata è ad "H", movimento comune a tutti i kata Taikyoku.